# Albertville (quận)
Quận  Albertville là một quận của Pháp, nằm ở tỉnh Savoie, trong vùng Rhône-Alpes. Quận này có 9 tổng và 82 xã.

## Các đơn vị hành chính

### Các tổng
Các tổng của quận Albertville là: 
1. Aime
2. Albertville-Nord
3. Albertville-Sud
4. Beaufort
5. Bourg-Saint-Maurice
6. Bozel
7. Grésy-sur-Isère
8. Moûtiers
9. Ugine

### Các xã
Các xã của quận Albertville, và mã INSEE  là: 
| 1. Aigueblanche (73003)              | 2. Aime (73006)                        | 3. Albertville (73011)                |
| 4. Allondaz (73014)                  | 5. Beaufort (73034)                    | 6. Bellentre (73038)                  |
| 7. Bonneval (73046)                  | 8. Bonvillard (73048)                  | 9. Bourg-Saint-Maurice (73054)        |
| 10. Bozel (73055)                    | 11. Brides-les-Bains (73057)           | 12. Cevins (73063)                    |
| 13. Champagny-en-Vanoise (73071)     | 14. Cléry (73086)                      | 15. Cohennoz (73088)                  |
| 16. Crest-Voland (73094)             | 17. Césarches (73061)                  | 18. Esserts-Blay (73110)              |
| 19. Feissons-sur-Isère (73112)       | 20. Feissons-sur-Salins (73113)        | 21. Flumet (73114)                    |
| 22. Fontaine-le-Puits (73115)        | 23. Frontenex (73121)                  | 24. Gilly-sur-Isère (73124)           |
| 25. Granier (73126)                  | 26. Grignon (73130)                    | 27. Grésy-sur-Isère (73129)           |
| 28. Hautecour (73131)                | 29. Hauteluce (73132)                  | 30. La Bâthie (73032)                 |
| 31. La Côte-d'Aime (73093)           | 32. La Giettaz (73123)                 | 33. La Léchère (73187)                |
| 34. La Perrière (73198)              | 35. Landry (73142)                     | 36. Le Bois (73045)                   |
| 37. Les Allues (73015)               | 38. Les Avanchers-Valmorel (73024)     | 39. Les Chapelles (73077)             |
| 40. Marthod (73153)                  | 41. Mercury (73154)                    | 42. Montagny (73161)                  |
| 43. Montailleur (73162)              | 44. Montgirod (73169)                  | 45. Monthion (73170)                  |
| 46. Montvalezan (73176)              | 47. Moûtiers (73181)                   | 48. Mâcot-la-Plagne (73150)           |
| 49. Notre-Dame-de-Bellecombe (73186) | 50. Notre-Dame-des-Millières (73188)   | 51. Notre-Dame-du-Pré (73190)         |
| 52. Pallud (73196)                   | 53. Peisey-Nancroix (73197)            | 54. Planay (73201)                    |
| 55. Plancherine (73202)              | 56. Pralognan-la-Vanoise (73206)       | 57. Queige (73211)                    |
| 58. Rognaix (73216)                  | 59. Saint-Bon-Tarentaise (73227)       | 60. Saint-Jean-de-Belleville (73244)  |
| 61. Saint-Marcel (73253)             | 62. Saint-Martin-de-Belleville (73257) | 63. Saint-Nicolas-la-Chapelle (73262) |
| 64. Saint-Oyen (73266)               | 65. Saint-Paul-sur-Isère (73268)       | 66. Saint-Vital (73283)               |
| 67. Sainte-Foy-Tarentaise (73232)    | 68. Sainte-Hélène-sur-Isère (73241)    | 69. Salins-les-Thermes (73284)        |
| 70. Séez (73285)                     | 71. Thénésol (73292)                   | 72. Tignes (73296)                    |
| 73. Tournon (73297)                  | 74. Tours-en-Savoie (73298)            | 75. Ugine (73303)                     |
| 76. Val-d'Isère (73304)              | 77. Valezan (73305)                    | 78. Venthon (73308)                   |
| 79. Verrens-Arvey (73312)            | 80. Villard-sur-Doron (73317)          | 81. Villarlurin (73321)               |
| 82. Villaroger (73323)               |                                        |                                       |